# Darayya
Darayya (tiếng Ả Rập: داريا) là một vùng ngoại ô của Damascus ở Syria, trung tâm của Darayya nằm 8 km (5,0 dặm)  về phía tây nam trung tâm của Damascus. Về mặt hành chính, nó thuộc về Rif Dimashq.
Thành phố có dân số 78.763 Tính đến  năm 2005, làm cho nó trở thành thành phố lớn thứ 19 trên mỗi thực thể địa lý ở Syria. Darayya có độ cao 689 mét (2.260 foot). Đây là một trong những thành phố lâu đời nhất ở Syria, theo báo cáo là nơi Paul Tông đồ đã chuyển đổi (30 năm sau Công nguyên), "trên đường Damascus ". Thượng phụ Gregory III Laham, lãnh đạo hiện tại của Giáo hội Công giáo Hy Lạp Melkite được sinh ra ở đây vào ngày 15 tháng 12 năm 1933 với tên Lutfy Laham.
Darayya đã chứng kiến những trận đánh dữ dội trong cuộc Nội chiến Syria. Thành phố này là một điểm nóng sớm cho các cuộc biểu tình chống chính phủ. Vào tháng 8 năm 2012, các nhóm đối lập đã tố cáo rằng các lực lượng chính phủ đã thực hiện một vụ giết người hàng loạt mà sau này được gọi là vụ thảm sát Darayya, và lần thứ hai vào ngày 4 tháng 1 năm 2013. Tuy nhiên, kể từ mùa hè 2013, giao tranh vẫn tiếp diễn ở thành phố với hầu hết các đô thị do lực lượng đối lập vũ trang kiểm soát.
Vào giữa năm 2016, Quân đội Syria đã kiểm soát khoảng 65% Darayya, liên tục tiến công và siết chặt vòng vây. Vào tháng 8 năm 2016, một thỏa thuận cho phép sơ tán các chiến binh nổi dậy cũng như thường dân. Khoảng 700 phiến quân đã được vận chuyển an toàn đến thành phố Idlib của phiến quân ở phía bắc. Thỏa thuận này về cơ bản là một cuộc nổi dậy đầu hàng.
Giữa những vụ đánh bom và xung đột liên tục, một nhóm thanh niên (chủ yếu là cựu sinh viên đại học) đã thành lập một thư viện công cộng dưới lòng đất, nơi đã thu thập được hơn 15.000 cuốn sách. Hầu hết các cuốn sách được tìm thấy trong đống đổ nát của những ngôi nhà đổ nát, và người thủ thư đang ghi lại tên của chủ nhà để những cuốn sách có thể được trả lại sau chiến tranh.

## Khí hậu
Darayya có khí hậu bán khô lạnh (phân loại khí hậu Köppen: BSk). Lượng mưa vào mùa đông cao hơn vào mùa hè. Nhiệt độ trung bình hàng năm ở Darraya là 17,1 °C (62,8 °F). Khoảng 211 mm (8,31 in) lượng mưa giảm hàng năm. 
| Dữ liệu khí hậu của {{{location}}} | Dữ liệu khí hậu của {{{location}}} | Dữ liệu khí hậu của {{{location}}} | Dữ liệu khí hậu của {{{location}}} | Dữ liệu khí hậu của {{{location}}} | Dữ liệu khí hậu của {{{location}}} | Dữ liệu khí hậu của {{{location}}} | Dữ liệu khí hậu của {{{location}}} | Dữ liệu khí hậu của {{{location}}} | Dữ liệu khí hậu của {{{location}}} | Dữ liệu khí hậu của {{{location}}} | Dữ liệu khí hậu của {{{location}}} | Dữ liệu khí hậu của {{{location}}} | Dữ liệu khí hậu của {{{location}}} |
| Tháng                              | 1                                  | 2                                  | 3                                  | 4                                  | 5                                  | 6                                  | 7                                  | 8                                  | 9                                  | 10                                 | 11                                 | 12                                 | Năm                                |
| ---------------------------------- | ---------------------------------- | ---------------------------------- | ---------------------------------- | ---------------------------------- | ---------------------------------- | ---------------------------------- | ---------------------------------- | ---------------------------------- | ---------------------------------- | ---------------------------------- | ---------------------------------- | ---------------------------------- | ---------------------------------- |
| [ cần dẫn nguồn ]                  |                                    |                                    |                                    |                                    |                                    |                                    |                                    |                                    |                                    |                                    |                                    |                                    |                                    |